# 안성시장
안성시장은 대한민국 경기도 안성시의 시장이다. 안성시장은 정무직 공무원으로 보한다. 안성군에서 안성시로 승격되면서 시장으로 변경되었다.

## 역대 안성군수
| 대수 | 군수   | 임기                  | 비고            |
| ---- | ------ | --------------------- | --------------- |
| 1대  | 서재식 | ?~?                   | 경기도 안성군수 |
| 2대  | 홍우승 | ?~1948.8.11           | 경기도 안성군수 |
| 3대  | 고주현 | 1948.8.12~1949.5.10   | 경기도 안성군수 |
| 4대  | 이교완 | 1949.5.11~1952.4.8    | 경기도 안성군수 |
| 5대  | 백남기 | 1952.4.9~1953.1.13    | 경기도 안성군수 |
| 6대  | 이의종 | 1953.1.14~1954.8.14   | 경기도 안성군수 |
| 7대  | 김용석 | 1954.8.15~1956.9.19   | 경기도 안성군수 |
| 8대  | 박태균 | 1956.9.20~1959.2.25   | 경기도 안성군수 |
| 9대  | 이종상 | 1959.2.26~1959.10.22  | 경기도 안성군수 |
| 10대 | 유인상 | 1959.10.23~1960.5.24  | 경기도 안성군수 |
| 11대 | 박상식 | 1960.5.25~1960.12.19  | 경기도 안성군수 |
| 12대 | 홍승규 | 1960.12.20~1961.6.21  | 경기도 안성군수 |
| 13대 | 남상집 | 1961.6.22~1962.4.10   | 경기도 안성군수 |
| 14대 | 오건식 | 1962.4.11~1964.10.14  | 경기도 안성군수 |
| 15대 | 윤석범 | 1964.10.15~1967.12.18 | 경기도 안성군수 |
| 16대 | 노창현 | 1967.12.19~1969.2.20  | 경기도 안성군수 |
| 17대 | 강우혁 | 1969.2.21~1970.8.17   | 경기도 안성군수 |
| 18대 | 오호선 | 1970.8.18~1971.8.19   | 경기도 안성군수 |
| 19대 | 이건우 | 1971.8.20~1975.9.2    | 경기도 안성군수 |
| 20대 | 우광선 | 1975.9.3~1976.8.4     | 경기도 안성군수 |
| 21대 | 윤병하 | 1976.8.5~1977.2.4     | 경기도 안성군수 |
| 22대 | 이호선 | 1977.2.5~1979.5.20    | 경기도 안성군수 |
| 23대 | 이재원 | 1979.5.21~1980.5.21   | 경기도 안성군수 |
| 24대 | 조건호 | 1980.5.22~1981.6.30   | 경기도 안성군수 |
| 25대 | 최순식 | 1981.7.1~1983.4.9     | 경기도 안성군수 |
| 26대 | 백종민 | 1983.4.10~1985.3.10   | 경기도 안성군수 |
| 27대 | 남기명 | 1985.3.11~1986.3.7    | 경기도 안성군수 |
| 28대 | 박창곤 | 1986.3.8~1986.12.23   | 경기도 안성군수 |
| 29대 | 조원극 | 1986.12.24~1988.3.31  | 경기도 안성군수 |
| 30대 | 이상건 | 1988.4.1~1988.12.31   | 경기도 안성군수 |
| 31대 | 조성현 | 1989.1.1~1991.7.15    | 경기도 안성군수 |
| 32대 | 윤봉수 | 1991.7.16~1992.7.14   | 경기도 안성군수 |
| 33대 | 김규완 | 1992.7.15~1995.6.30   | 경기도 안성시장 |
| 34대 | 이종건 | 1995.7.1~1998.3.31    | 민선1기         |

## 역대 안성시장
| 대수     | 군수   | 임기                 | 비고                                |
| -------- | ------ | -------------------- | ----------------------------------- |
| 1대      | 이종건 | 1998.4.1~1998.6.30   | 민선1기                             |
| 2대      | 한영식 | 1998.7.1~1999.10.8   | 민선2기 공직선거법 위반 시장직 상실 |
| 권한대행 | 박봉현 | 1999.10.9~1999.12.9  | 민선2기                             |
| 3대      | 이동희 | 1999.12.10~2002.6.30 | 민선2기                             |
| 4대      | 이동희 | 2002.7.1~2006.6.30   | 민선3기                             |
| 5대      | 이동희 | 2006.7.1~2010.2.26   | 민선4기                             |
| 권한대행 | 양진철 | 2010.2.27~2010.6.30  | 민선4기                             |
| 6대      | 황은성 | 2010.7.1~2014.6.30   | 민선5기                             |
| 7대      | 황은성 | 2014.7.1~2018.6.30   | 민선6기                             |
| 8대      | 우석제 | 2018.7.1~2019.9.10   | 민선7기 공직선거법 위반 시장직 상실 |
| 권한대행 | 최문환 | 2019.9.11~2019.12.31 | 부시장                              |
| 권한대행 | 이춘구 | 2020.1.1~2020.4.12   | 부시장                              |
| 9대      | 김보라 | 2020.4.13~2022.6.30  | 민선7기 2020년 재보궐선거 당선      |
| 10대     | 김보라 | 2022.7.1~            | 민선8기                             |

## 같이 보기
- 안성시장 선거